# Tanaka Shōhei
Tanaka Shōhei (japanisch 田中 正平; * 15. Mai 1862; † 16. Oktober 1945) war ein japanischer Physiker, Musiktheoretiker und Erfinder.

## Werk
Tanaka schloss im Jahr 1882 ein naturwissenschaftliches Studium an der Universität Tokio ab. Mit einem staatlichen Stipendium wurde er gemeinsam mit Mori Ōgai nach Deutschland entsandt, wo er bei Hermann Helmholtz und Carl Stumpf studierte. Tanakas Dissertation betraf die reine Stimmung und praktische Hilfsmittel zu ihrer Umsetzung.
Tanaka untersuchte die Teilung der Oktave in 53 gleiche Stufen als eine genaue Näherung für reine Dur- und Mollakkorde. Tanaka zeigte, dass die 53-stufige Stimmung die einzige gleichstufige Stimmung mit dieser Eigenschaft ist, sowohl Schisma als auch Kleisma zu temperieren.
Die 53-stufige Stimmung wurde später von Adriaan Daniël Fokker verallgemeinert.
Tanaka schlug eine Klasse harmonischer Kadenzen vor, durch die eine traditionelle japanische Klangästhetik wiedergegeben werden soll, wobei pentatonische Skalen (vgl. japanische Tonleitern) ermöglicht und Vorhaltstöne einbezogen werden, wie sie bei den mit der Shō gespielten Akkorden auftreten. Tanakas Vorschläge wurden im 20. Jahrhundert von einer Reihe japanischer Komponisten und Musiktheoretiker aufgegriffen.
Tanaka war sowohl Erfinder als auch Theoretiker. Zum Musizieren in reiner Stimmung entwarf er ein Enharmonicum mit 20 Tasten und 26 Tonhöhen in jeder Oktave, das er patentieren ließ. Vom Berliner Instrumentenbauer Johannes Kewitsch ließ er eine Version mit fünf Oktaven bauen. Tanaka führte dieses Gerät in verschiedenen Städten, u. a. in Berlin, Leipzig, Stuttgart, Zürich und im Juli 1890 im Wiener Konservatorium vor. Zudem demonstrierte er es in der japanischen Gesandtschaft in Wien dem Komponisten Anton Bruckner, der großes Interesse für das Instrument zeigte. Tanaka entwickelte auch eine Rechenmaschine. 1937 wurde Tanaka mit dem Asahi-Preis ausgezeichnet.

## Schriften
- Studien im Gebiete der reinen Stimmung, in: Vierteljahrsschrift für Musikwissenschaft, Band 6, Nr. 1, Breitkopf und Härtel, Leipzig 1890, S. 1–90 (Google-Scan, Excerpt)